# نشر آموت
نشر آموت یک مؤسسه انتشاراتی کتاب در ایران است که از سال ۱۳۸۷ فعالیتش را آغاز و عمده فعالیتش در زمینه ادبیات داخلی و خارجی است. انتشارات آموت از جمله ناشران فعال در زمینه انتشار رمان و داستان کوتاه است.